# Sainte-Catherine, Rhône
Sainte-Catherine este o comună în departamentul Rhône din sud-estul Franței. În 2009 avea o populație de 911 de locuitori.

## Evoluția populației
| An        | 1975 | 1982 | 1990 | 1999 | 2006 | 2009 |
| --------- | ---- | ---- | ---- | ---- | ---- | ---- |
| Populație | 566  | 729  | 770  | 856  | 927  | 911  |